# Marta Nin Gómez
Marta Nin Gómez   (Barcelona, 8 d'abril de 1971) és una traductora catalana del rus, l'anglès i l'italià. Ha publicat alguns contes i dos llibres de narrativa: Dones en camí (Publicacions de l'Abadia de Montserrat, 2007) i El dol del lliri (El Toll, 2012).
Nin ha compaginat la traducció i la interpretació amb l'ensenyament de llengües estrangeres i, posteriorment, amb el periodisme com a corresponsal per a diversos mitjans de comunicació, com ara TV3, Serra d'Or, COM Ràdio o Catalunya Religió, entre d'altres.
Entre les seves traduccions, destaquen el recull de relats El somni d'un home ridícul de Fiódor Dostoievski i obres de Mikhaïl Zósxenko, Vladímir Nabókov, Lev Tolstoi, Siguizmund Krjijanovski així com les novel·les gràfiques Altres Rússies, de Victoria Lomasko, i En tren. Autobiografia de la vergonya, d'Erin Williams, i l'antologia poètica Espaiosa tardor d'Antonia Pozzi.
També ha traduït dues novel·les de Nariné Abgarian: I del cel van caure tres pomes, guardonada amb el premi de la Crítica dels Escriptors Valencians (2022, XXXII edició), i El mar terra endins, finalista del premi PEN de traducció i premi Nollegiu de narrativa a la millor obra traduïda (2021).